# Biblioteca Luis Rosales de Carabanchel
La Biblioteca Pública Luis Rosales es la biblioteca del distrito de Carabanchel (Madrid) fundada el 21 de julio de 2010, y situada en la calle Antonia Rodríguez Sacristán, n.º 7-9.

## Historia
El 21 de julio de 2010 tuvo lugar la inauguración por la presidenta de la Comunidad de Madrid, Esperanza Aguirre y por el concejal del distrito Carlos Izquierdo de la Biblioteca del Distrito de Carabanchel. 
La apertura de esta biblioteca es el resultado de la reordenación de equipamientos que la Junta Municipal de Carabanchel quiso hacer en Carabanchel Alto, de tal forma que se dejase el centro de mayores "Francisco de Goya" solo para mayores eliminando las salas y las actividades de jóvenes y el centro cultural "García Lorca" como centro de actividades culturales quitando las salas de estudio para la ampliación de dichas actividades. Para ello la Junta Municipal de Carabanchel tuvo que construir los siguientes equipamientos nuevos: el centro juvenil "Carabanchel Alto" para que los jóvenes pudieran tener un espacio donde realizar sus actividades; la "escuela de música" dado que el conservatorio estaba bastante alejado del barrio; y la biblioteca "Luis Rosales" que pudiera sustituir a la obsoleta sala de estudio del centro cultural.
Además, la construcción de esta biblioteca estaba justificada con las necesidades y población del distrito, ya que hasta ahora Carabanchel con más de 250.000 no contaba con una biblioteca de la Comunidad de Madrid que diera servicio a todos los vecinos.

## Recursos
Esta biblioteca es la segunda más grande de la Comunidad de Madrid (solo superada por la Biblioteca Manuel Alvar en el distrito de Salamanca) y primera por implantación de medios avanzados como wifi y libros electrónicos. Además es una biblioteca accesible para personas con movilidad reducida, libros en braile para personas ciegas y películas subtituladas para sordas.

## Estructura
La biblioteca del distrito cuenta con 4 plantas, su diseño es vanguardista y destaca por la gran luminosidad de todas sus salas. 
- En la planta 0: una sala de exposiciones, salón de actos el centro de accesibilidad a la lectura (para personas con dificultad para la lectura) y una sala de estudio.

- La planta -1: dedicada a actividades infantiles, con las salas de prelectores de 0 a 3 años y sala infantil de 4 a 11 años.

- La planta 1: préstamos de audiovisuales, sala de lectura informal (prensa, revistas etc), sala de sección joven, publicaciones periódicas, y salas para realizar trabajos.

- En la planta 2: una comiteca, los fondos generales, y una sala de lectura con vista panorámicas.